# 齐长城
齐长城位于中国山东省境内，是东周时期齐国修建的军事防御体系。西起今济南市长清区孝里街道广里村东北500米处的“岭子头”，东至青岛市黄岛区长江路街道东于家河社区东北入黄海。由主线及其三条复线组成。横跨济南市、章丘市、肥城市、泰安市、济南市莱芜区、淄博市、沂源县、临朐县、安丘市、诸城市、沂水县、莒县、五莲县、青岛市等，长度在600千米以上。

## 相关條目
- 山东省长城列表
- 长城